# ジャン・ミンヤン
ジャン・ミンヤン（張 名揚、ちょう めいよう、簡体字:张名扬、ラテン文字転写:Zhang Mingyang、1998年8月16日 - ）は、中国の男性総合格闘家。安徽省阜陽市出身。サンキン・ファイト/エクストリーム・クートゥア所属。UFC世界ライトヘビー級ランキング14位。

## 来歴
安徽省阜陽市の太和県で生まれ、叔父の影響で12歳から嵩山少林寺で中国武術を学んだ。その後散打を始め、14歳の時に散打の山西省の代表チームに選出された。インターネットでUFCの動画を見て総合格闘技に興味を持つと、家族の反対を押し切って山東省青島市へ移住し、総合格闘技のトレーニングを始めた。2014年にプロ総合格闘技デビュー。
2022年6月9日、Road to UFC: Episode 1でトゥコ・トコスと対戦し、試合前のオッズでは圧倒的不利と目されていたが、右ストレートでダウンを奪いパウンドで1RKO勝ちを収め、UFCとの契約権を獲得した。

### UFC
2024年2月17日、UFC初参戦となったUFC 298でブレンドソン・ヒベイロと対戦し、ワンツーと左フックのコンビネーションでダウンを奪い、パウンドで1RKO勝ち。パフォーマンス・オブ・ザ・ナイトを受賞した。
2024年11月23日、UFC Fight Night: Yan vs. Figueiredoでオジー・ディアスと対戦し、左肘打ちでダウンを奪いパウンドで1RTKO勝ち。2試合連続のパフォーマンス・オブ・ザ・ナイトを受賞した。
2025年4月26日、UFC on ESPN: Machado Garry vs. Pratesでライトヘビー級ランキング15位のアンソニー・スミスと対戦し、グラウンドの肘打ち連打で1RTKO勝ち。3試合連続のパフォーマンス・オブ・ザ・ナイトを受賞した。

## 人物・エピソード
- ニックネームの「マウンテン・タイガー」は、ミンヤンが寅年生まれであったことと、ミンヤンが虎のような勇敢な人間になってほしいという父親の願いから名付けられた[6]。
- 妻は春節連歓晩会に出演経験があるダンサーであり、妻との間に一人息子がいる。

## 戦績
| 総合格闘技 戦績 | 総合格闘技 戦績 | 総合格闘技 戦績 | 総合格闘技 戦績 | 総合格闘技 戦績 | 総合格闘技 戦績 | 総合格闘技 戦績 |
| --------------- | --------------- | --------------- | --------------- | --------------- | --------------- | --------------- |
| 25 試合         | (T)KO           | 一本            | 判定            | その他          | 引き分け        | 無効試合        |
| 19 勝           | 13              | 6               | 0               | 0               | 0               | 0               |
| 6 敗            | 3               | 2               | 1               | 0               | 0               | 0               |

| 勝敗 | 対戦相手                     | 試合結果                              | 大会名                                                                   | 開催年月日     |
|      | ジョニー・ウォーカー         |                                       | UFC Fight Night: Walker vs. Zhang                                        | 2025年8月23日  |
| ○    | アンソニー・スミス           | 1R 4:03 TKO（グラウンドの肘打ち連打） | UFC on ESPN 66: Machado Garry vs. Prates                                 | 2025年4月26日  |
| ○    | オジー・ディアス             | 1R 2:25 TKO（左肘打ち→パウンド）      | UFC Fight Night: Yan vs. Figueiredo                                      | 2024年11月23日 |
| ○    | ブレンドソン・ヒベイロ       | 1R 1:41 KO（左フック→パウンド）       | UFC 298: Volkanovski vs. Topuria                                         | 2024年2月17日  |
| ○    | トゥコ・トコス               | 1R 3:57 KO（右ストレート→パウンド）   | Road to UFC Season 1: Episode 1                                          | 2023年6月9日   |
| ○    | フオ・チャンシェン           | 1R 2:25 TKO（パンチ連打）             | WLF W.A.R.S. 52                                                          | 2021年4月30日  |
| ○    | ジャン・カイバオ             | 1R 1:29 TKO（パンチ連打）             | WLF W.A.R.S. 50 【WLFヘビー級トーナメント決勝】                          | 2021年1月14日  |
| ○    | コン・ハンドン               | 1R 0:45 TKO（パンチ連打）             | WLF W.A.R.S. 50 【WLFヘビー級トーナメント準決勝】                        | 2021年1月14日  |
| ○    | ジャン・カイバオ             | 1R 1:29 TKO（パンチ連打）             | WLF W.A.R.S. 49                                                          | 2020年11月17日 |
| ○    | チャン・ホンヤン             | 1R 0:50 TKO（パウンド）               | Huya FC: Kung Fu Carnival Season 2 【Huya FCヘビー級グランプリ決勝】     | 2020年9月5日   |
| ○    | マ・アンディン               | 1R 2:09 リアネイキドチョーク          | Huya FC: Kung Fu Carnival Season 2 【Huya FCヘビー級グランプリ準決勝】   | 2020年9月5日   |
| ○    | フオ・チャンシェン           | 1R 2:01 TKO（パウンド）               | Huya FC: Kung Fu Carnival Season 2 【Huya FCヘビー級グランプリ準々決勝】 | 2020年9月5日   |
| ○    | アリレザ・ヴァファエイ       | 1R 1:53 リアネイキドチョーク          | WLF W.A.R.S. 41                                                          | 2020年1月3日   |
| ×    | ルアン・アギーレ・イライアス | 1R 3:36 リアネイキドチョーク          | WLF W.A.R.S. 39                                                          | 2019年7月18日  |
| ○    | ノシェルワン・ハンザダ       | 1R 3:26 TKO（右フック→パウンド）      | WLF W.A.R.S. 36                                                          | 2019年7月12日  |
| ○    | ナデル・イシャコフ           | 1R 1:00 TKO（パンチ連打）             | Tatfight 9: China vs. Tatarstan                                          | 2019年4月27日  |
| ×    | アスカル・モジャロフ         | 1R KO（パンチ連打）                   | Yunfeng Showdown: Global Kung Fu Masters                                 | 2018年12月29日 |
| ×    | セルゲイ・ポゴダエフ         | 2R 3:45 TKO（パンチ連打）             | MFP 220                                                                  | 2018年5月26日  |
| ○    | アオルコロ                   | 1R 1:35 リアネイキドチョーク          | Fight King: Gold Belt Contest                                            | 2018年1月28日  |
| ○    | サヤマ・サヤマ               | 1R 1:53 腕ひしぎ十字固め              | YunFeng Showdown 8                                                       | 2017年12月23日 |
| ×    | ANIMAL☆KOJI                  | 5分3R終了 判定0-3                     | Kunlun Fight MMA 11                                                      | 2017年5月4日   |
| ×    | ジョン・ヴァケ               | 1R 2:18 KO（左フック→パウンド）       | Kunlun Fight: Cage Fight Series 6                                        | 2016年10月21日 |
| ○    | プリヤ・ネマティ             | 1R 1:11 リアネイキドチョーク          | CKF 08/13                                                                | 2016年8月13日  |
| ○    | アッタ・イザトゥロ           | 1R 2:10 TKO（パンチ連打）             | WBK 16: Day 2                                                            | 2016年6月26日  |
| ○    | ジャン・カイバオ             | 1R 1:55 リアネイキドチョーク          | 2016 Xinjiang Oriental Summit                                            | 2016年1月21日  |
| ×    | ハン・チンタオ               | 2R 0:15 ギロチンチョーク              | CKF 12/30                                                                | 2014年12月30日 |

## 獲得タイトル
- Huya FCヘビー級グランプリ優勝（2020年）
- WLFヘビー級トーナメント優勝（2021年）

## 表彰
- UFC パフォーマンス・オブ・ザ・ナイト（3回）